# Leendert Pieter de Neufville

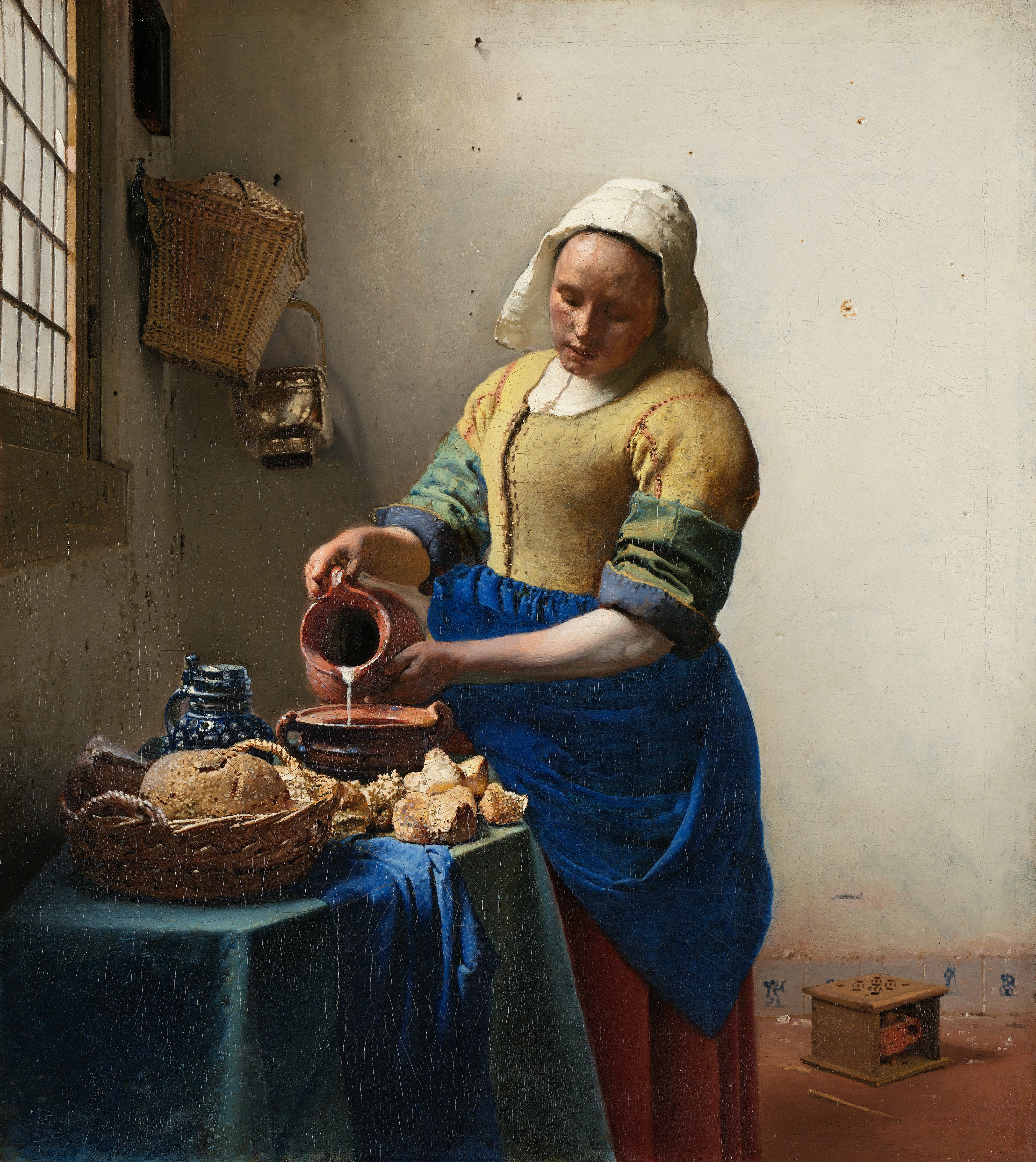
Het Melkmeisje door Johannes Vermeer, tot de veiling in 1765 in het bezit van De Neufville.

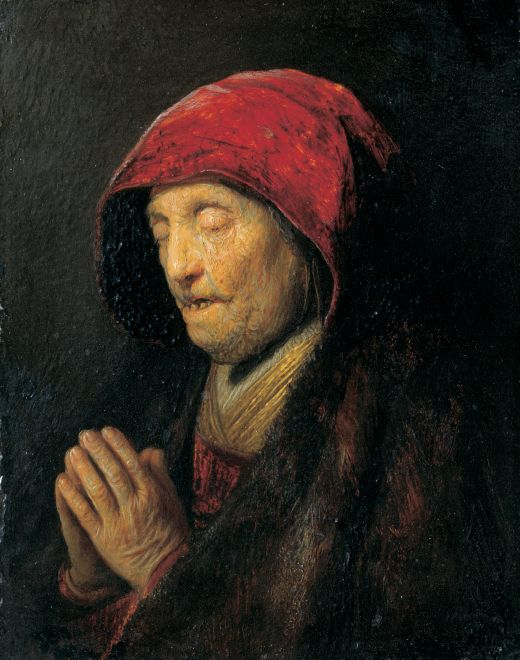
Oude vrouw in gebed door Rembrandt van Rijn; tot de veiling in 1765 in het bezit van De Neufville

Leendert Pieter de Neufville (Amsterdam, 8 maart 1729 – Rotterdam, 28 juli 1811) was een Amsterdamse koopman en bankier, die tijdens de Zevenjarige Oorlog schatrijk werd met accept- of wisselkrediet.
Er heerste na deze oorlog tussen Frankrijk, Engeland, Oostenrijk, Rusland, Zweden en Pruisen, een algemene schaarste aan muntgeld. Er waren een grote hoeveelheid wisselbrieven in omloop en enkele maanden na het sluiten van de Vrede van Hubertusburg kon De Neufville niet meer aan zijn verplichtingen voldoen. Daardoor kwamen ook andere banken in de problemen. Vanuit Amsterdam ontstond een internationale bankencrisis, die zich uitstrekte tot Hamburg, Berlijn en Stockholm.

## Voorgeschiedenis
De protestantse familie De Neufville was vanuit Artesië gevlucht en in Antwerpen, Londen, Frankfurt of Haarlem terechtgekomen. In Haarlem waren zij betrokken bij de zijdehandel en maakten deel uit van de Vlaams-doopsgezinde gemeente. Rond 1640 vestigde de zijdehandelaar Balthasar de Neufville (1616-1678) zich in de Warmoesstraat; hij was de stamvader van het Amsterdamse geslacht De Neufville.

## Biografie
Leendert Pieter de Neufville begon als koopman in linnen en graan, met een omvangrijke handel op het oosten van Duitsland. Volgens de boeken van de Amsterdamse Wisselbank nam hij in 1751 samen met zijn broers het handels- en bankiershuis van zijn vader Pieter Leendert over. In 1756 trouwde Leendert Pieter (gereformeerd zijnde) met een lutherse vrouw, de 18-jarige Margaretha Smid.  In 1759 stierf zijn vader Pieter Leendert; het jaar daarop zijn moeder, jonkvrouw Catharina de Wollff. Naast geld- en goederenhandel exploiteerde de firma vanaf 1762 ook nog een glasblazerij, een zilversmelterij en een katoendrukkerij.
Al in februari 1762 had De Neufville schriftelijk bij Frederik II van Pruisen zijn diensten aangeboden, die pas een jaar later als winnaar de oorlog uit zou komen. In april 1763 kreeg de zijdehandelaar Johann Ernst Gotzkowsky bezoek van Leendert Pieter de Neufville, die hem vervolgens assisteerde bij het opkopen van een grote voorraad graan, opgeslagen aan de Pommerse kust. De Neufville financierde die transactie voor met een aanbetaling van 100.000 gulden.  De Russen, in de persoon van generaal Dolgorukov, eiste prompte betaling. Toen de eerste partij graan bedorven bleek bij aankomst en Gotzkowskys faillissement dreigde, probeerde hij onder het contract uit te komen.

## Crisis van 1763
Naar het zich laat aanzien is tijdens de Zevenjarige Oorlog overmatig van een reeds in de late middeleeuwen bestaande praktijk gebruikgemaakt, de zogenaamde 'wisselruiterij', dat wil zeggen het met oneerlijke bedoelingen trekken en doen accepteren van wissels waaraan geen reële transactie ten grondslag ligt. Op de vervaldatum werden de wissels niet uitbetaald, maar vervangen door nieuwe wissels. Omdat De Neufville veel wisselbrieven had uitstaan bij Duitse firma’s, gingen uiteindelijk 95 bedrijven in Hamburg failliet. In die stad stond hij bekend als een gewiekst en hard zakenman. In Frankfurt gingen dertig handelshuizen failliet. Ook in Bremen, Leipzig, Kopenhagen, Stockholm en Londen moesten handelsfirma's hun deuren sluiten. Voor het eerst had een crash op de beurs internationale uitwerking. Er waren in het faillissement 361 crediteuren betrokken, met een totaalbedrag van bijna tien miljoen gulden. De Neufville beloofde zijn crediteuren 60% schadevergoeding, maar ze kregen slechts 10% uitbetaald. De finale afwikkeling kwam pas in 1811, het jaar dat hij overleed. Het restant aan crediteuren kregen nog eens 1% uitgekeerd.

### Crash
De Neufville stond bekend als speculant en parvenu, maar die laatste kwalificatie is niet geloofwaardig gezien de voorgeschiedenis van de familie De Neufville. De Neufville werd in Berlijn gehaat omdat hij bij de munthandel in Pruisen en Saksen betrokken was, en in Amsterdam omdat hij in april 1763 tijdens zijn bezoek aan Berlijn (en op initiatief van Frederik de Grote) zijn diensten had aangeboden voor de wederoprichting van de Pruisische Aziatische Compagnie in Embden. De Neufville zegde toe een miljoen gulden te willen investeren, maar raakte enkele weken later in moeilijkheden vanwegen dalende prijzen, verlies op Engelse effecten en eigenaars van wisselbrieven die geld wilden zien. Op 25 juli brak de crisis uit. Op 29 juli sloot het handelshuis van de gebroeders De Neufville haar deuren en op 3 augustus was de firma failliet. In hoeverre zijn drie jongere broers Pieter de Neufville, David de Wolff de Neufville en Balthasar de Wolff de Neufville in de zaken betrokken waren is onduidelijk, maar na het staken der betalingen zijn David en Balthasar op 30 juli 1763 naar Zutphen gevlucht.
Op 2 augustus probeerde Leendert een steunfonds te verwerven. Hope & Co, Clifford en Muilman hebben toen getracht een syndicaat te vormen, doch dit is afgestuit op de weigering van de "Bank van Frankrijk" de firma Pels om mee te doen. Half augustus werden ook de problemen in Hamburg duidelijk. Op 16 augustus ontstond er een run op de kassiers. In heel Amsterdam was geen krediet meer te krijgen; wissels werden niet geaccepteerd en de goederenhandel lag stil. Na 20 augustus volgde een nieuwe reeks van faillissementen in Amsterdam. Er waren Volgens Jacob Bicker Raye waren 25 Amsterdamse kooplieden in het faillissement betrokken; volgens de historicus Jan Wagenaar waren het er bijna 40. Honderden mensen werden geruïneerd.
Op 23 augustus bemoeide Frederik de Grote zich met de zaak De Neufville en verzocht het Amsterdamse stadsbestuur het niet tot een faillissement te laten komen. Frederik verplichtte in juni het gebruik van de nieuwe munten, terwijl de oude munten uit de handel werden genomen. De Neufville was gedwongen zijn wisselbrieven in nieuwe munten uit te betalen, maar beschikte over oude minderwaardige munten, zilver dat hij had beleend, of wisselbrieven die niet werden geaccepteerd.
Op 7 oktober 1763 kwam De Neufville onder curatele te staan en de Desolate Boedelkamer kreeg beschikking over zijn goederen. Einde van het jaar was de ergste crisis voorbij. Op 14 juli 1764 kreeg De Neufville rehabilitatie, na overlegging van een ongelooflijk slordige, onvolledige balans, waar in de crediteurenlijst niet alle bedragen zijn ingevuld en toch een totaalsom wordt gegeven.
De Neufville bekommerde zich niet meer om de zaak, leefde rustig en kocht zijn buitenplaats Westermeer in 1765 terug van de Boedelkamer. Op 19 juni 1765 werd zijn schilderijencollectie, opgezet door zijn vader, geveild. Van de 122 schilderijen brachten de Rubens, Nicolaes Berchem, Jan van Huysum, Gabriel Metsu, David Teniers de Jonge, Paulus Potter, Gerard ter Borch, Adriaan van de Velde, Willem van de Velde de Oude en Philip Wouwerman het meeste op. Het is niet onmogelijk dat De Neufville voor de veiling een aantal van zijn beste schilderijen onderhands aan Gotzskowsky had verkocht.
In 1778 is De Neufville verhuisd naar de Hoogstraat in Rotterdam. In 1797 gaf hij opdracht tot de verkoop van een huis in Zutphen, voorheen bewoond door zijn jongere broers, die in het voorafgaande jaar waren overleden. De weduwe van Ds Jan Floris Martinet was hun buurvrouw.
In 1805 is hij hertrouwd met Cornelia van Merckestein (1767-1839), afkomstig uit Dordrecht. De door hem verwekte dochter Leonora (1794-1870) is daardoor geëcht. Leendert de Neufville is op 30 juli 1811 begraven.